# Каравансарачай
Каравансарачай — река в России, протекает в Рутульском районе Дагестана. Длина реки составляет 11 км. Площадь водосборного бассейна — 45,2 км².
Начинается на северном склоне Главного Кавказского хребта на Салаватском перевале у границы с Азербайджаном. Течёт в северо-восточном направлении между горами Джюмай и Кашанидегуль. Устье реки находится в 50 км по правому берегу реки Ахтычай немногим выше села Борч.

## Данные водного реестра
По данным государственного водного реестра России относится к Западно-Каспийскому бассейновому округу, водохозяйственный участок реки — Самур. Речной бассейн реки — Терек.
Код объекта в государственном водном реестре — 07030000412109300002392.